# Holterbroek
Holterbroek is een buurtschap in de gemeente Rijssen-Holten in de Nederlandse provincie Overijssel. Het ligt in het westen van de gemeente, twee kilometer ten westen van Holten.
Stad: Rijssen      Dorp: Holten

Buurtschappen: Beuseberg · Borkeld · Dijkerhoek · Espelo · Holterbroek · Ligtenberg · Look · Neerdorp

Overijssel · Steden en dorpen in Overijssel      Nederland · Provincies · Gemeenten